# 火力组
火力组（英語：fireteam），在中华民国国军中又被称为伍，是軍隊中單兵以上最小的战术編制單位，属于班以下的非正式編制。
根据任务要求，典型的火力组由四名或更少的成员组成，以美国陆军为例：一名自动步枪手、一名掷弹兵、一名步枪手和一名指定的组长便是一个标准的火力组。每个火力组组长的作用是确保火力组作为一个有凝聚力的单位运作。两到三个小分队编成一个小队或班，由一名班长领导，协同作战。从历史上看，拥有有效火力组组织的军队，其步兵部队在战斗中的表现明显优于传统上大型部队作战的国家。

## 概念
火力组的概念是基于步兵作战中战术灵活性的需要。一个火力组能够作为更大单位的一部分进行自主行动。火力组的成功运用得益于对士兵的高质量小分队训练、火力组成员共同作战的经验、充足的通信设备以及为团队提供战术领导的高素质士官队伍。
这些要求使得火力小组概念被更专业的军队成功使用。对于采用大规模步兵编队或大量征兵的军队来说，它的用处不大。征兵使得火力组的发展变得困难，因为团队成员随着时间的推移积累经验并建立个人联系，从而变得更加高效。
在战斗中，在攻击或机动时，火力小组通常会散布 50 米（160 英尺）的距离，而在防御阵地时，火力小组可以覆盖其武器射程或能见度极限（以较小者为准）。在开放地形中，一支有效的团队可以覆盖最远 500 米（1,600 英尺）的范围，但在没有特殊设备的情况下，探测范围将限制其有效性超过 100 米（330 英尺）左右。只要其主要武器保持可用，一个团队就是有效的。

## 各国军队应用

### 加拿大
在加拿大陆军中，“火力组”是指两名士兵配对进行火力和移动。两个火力小组组成一个“突击群”，类似于大多数其他军队对火力组的理解；两个突击小组和一个由一名驾驶员和一名炮手组成的车辆小组组成了一个由十名士兵组成的小组。
- 组长：一名士官[註 1]，携带C7步枪。
- 步枪手(英語：Rifleman)：一名下士或列兵，携带一把C7步枪。
- 掷弹兵(英語：Grenadier)：一名下士或列兵，携带一把带有M203榴弹发射器的C7步枪。
- 自动步枪手(英語：Gunner)：一名下士或列兵，携带一把C9轻机枪。

### 美国

#### 美国陆军
美国陆军非常重视火力组这一概念。根据美国陆军的操典，一个火力组包括4名士兵。
- 组长(TL)：一名士官[註 2]，始终在战术层面上领导火力组；其标准配备背包式GPS与无线电，携带M4卡宾枪。
- 步枪手(英語：Rifleman，R)：携带一把M4卡宾枪，通常被指派与掷弹兵行动以平衡自动步枪手的火力。
- 掷弹兵(英語：Grenadier，GR)：为火力组提供有限的曲射火力支援，携带一把带有M203榴弹发射器的M4卡宾枪。
- 自动步枪手(英語：Automatic Rifleman，AR)：负责监视与提供压制火力，携带一把M249轻机枪。

#### 美国海军陆战队

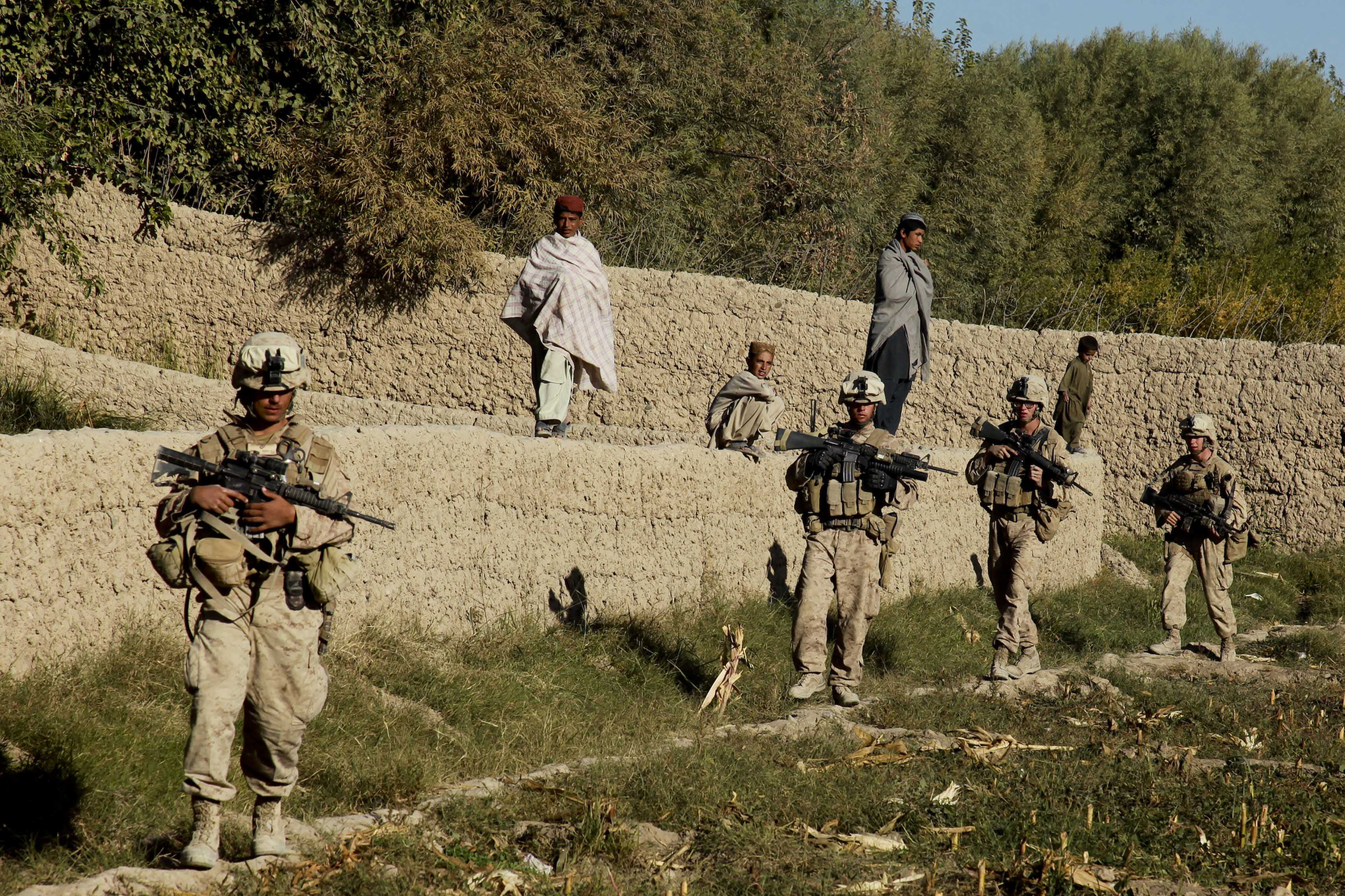
2009年，一个美国海军陆战队的火力组在阿富汗执行巡逻任务

埃文斯·卡爾遜被认为是将火力组带入美国海军陆战队的关键人物。卡尔逊曾三度造访延安，参观了八路军总部，并与八路军游击队一起穿越中国内陆数千公里。他在此期间经常步行或骑马穿越最危险的地形，生活条件同样原始。八路军游击队对抗日军的战术给他留下了深刻的印象。回国后，卡尔逊被委任为美国海军陆战队突袭兵团第二营的营长，卡尔逊采用了路易·艾黎的中国工业合作社的“工合”(英語：Gung Ho)一词作为该营的营训。“工合”也成为了海军陆战队突袭兵团著名的口号。卡尔森采用了类似于中共军队“官兵平等”的思想和团队建设的方法，具体表现在对待军官和士兵一视同仁，以作战能力而不是军衔的高低来评判军人的优秀与否。而对美国海军陆战队的步兵班组影响更深远的是，卡尔森还改变了其基本构成，摒弃了海军陆战队操典规定的八人步兵班，而是由一名班长和三个三人“火力小组”组成的十人步兵班，每件都包含一支勃朗宁自动步枪、一支汤姆逊冲锋枪和一支M1加兰德步枪。其战术在梅金島奇襲中初露锋芒，并在瓜达康纳尔岛战役、塔拉瓦战役与塞班岛战役中广泛应用。
虽然突击兵团在1946年被裁撤，但火力组的概念并未在海军陆战队就此终结，在后续美国参与的战争中，海军陆战队基本保持了类似的编组模式。时至今日，美国海军陆战队条令规定，任何火力组将至少包括2人，最多4人，以下是纵队时火力队的排列：
- 步枪手/尖兵(英語：Rifleman，Ready)：作为火力组的探路先锋
- 组长(Team)：携带下挂榴弹发射器
- 自动步枪手(英語：Automatic Rifleman，Fire)：携带一把M249轻机枪，同时担任副组长
- 副射手(英語：Assistant Automatic Rifleman，Assist)：为自动步枪手提供标记、测距以及额外的弹药背负支援。

### 越南
在历史上长期接受中华人民共和国军事顾问援助的越南人民军也将解放军的三三制战术原封不动地照搬了过来，组建了自己的火力组。

### 中华民国
在中华民国国军中，火力组又被称为伍。伍是一个非正式单位，由於非正式，故一般約以3到5人為一伍（顧名思義，但戰場變化多端，视情況常不同），一個班可分為三伍（機槍伍長為副班長），多以服役年資資深或能力優異的士兵（如一等兵或上等兵）帶領該伍，或拔擢接受伍長訓（准下士）後，做戰鬥戰術指揮及班排組織之協調，對體能有適度要求，基本要求對於班排建制內之多人武器，必須熟練操作及保養，在作戰時帶領自己的伍（小組），完成班長交付之任務，在班長/副班長有出缺、陣亡、失蹤時代理其職務（僅暫行代理班長職，除非獲得戰場晉升）。
通常伍是因應作戰任務需求，在戰鬥或演練中從班中分拆出來，由班長依照作戰任務，以及相關一切情狀指揮伍長分佈運用兵力，以收成效。

### 中华人民共和国

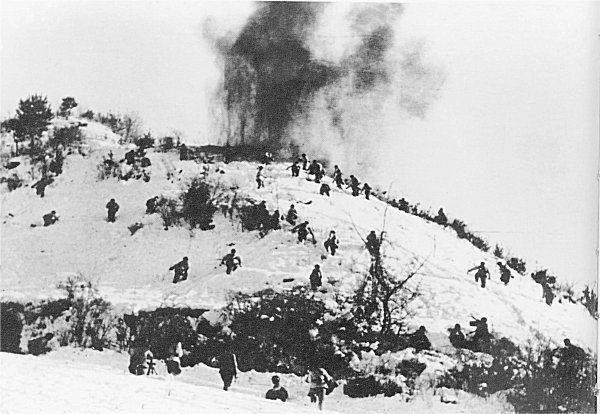
1950年，中国人民志愿军第四十军一部以若干个三人小组向联合国军阵地发起冲击

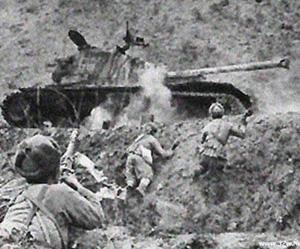
朝鲜战争期间中国人民志愿军战斗小组攻击美军M46巴顿坦克

对于中国人民解放军来说，其最早的“火力组”编制来源于林彪元帅发明的三三制战术。抗日战争时期，当时八路军缺乏重火力掩护，经常以密集队形冲击日军的坚固阵地，从而产生严重的伤亡。林彪针对这个情况，提出了在中高级指挥官战略上注重集中优势兵力（即著名的“一点两面”）原则上，低级指挥官要注意适当分散兵力密度，避免敌方密集火力的杀伤，强调以密切的协同，层层推进，交替掩护进攻。具体部署如下：
- 以班为单位分成三个战斗小组，每个战斗小组三人，为便于相互接应，一般排成三个梯队。三人战斗小组呈三角进攻队形，每名士兵分工明确，进攻-掩护-支援。班长、副班长、组长，各带一个战斗小组行动；
- 战斗小组进攻时，两名士兵在前，组长在后， 呈三角阵型，三个战斗小组组成一个战斗班，三个战斗班组成一个战斗群，进攻时呈"散兵线"队形展开。；
- 战斗班展开时士兵根据组长或班长指令随时变换战斗队形，战斗群展开后用"口语"、"手语"、"军号"或"无线电"来传达战术指令。

三三制战术最早起源于抗日战争期间，成熟于国共内战，大量运用于朝鲜战争，是解放军步兵训练大纲中的一种步兵“班组突击”战术。在朝鲜战争早期，一个火力组主要的编成如下：
- 班长/副班长/组长[註 3]: 携带50式冲锋枪，作为火力组的组长指挥全组移动。
- 步枪手/机枪手: 携带莫辛-纳甘步枪或DP-26轻机枪。
- 步枪手/机枪副射手: 携带莫辛-纳甘步枪。

### 脚注
1. ↑  如果是第一突击组为中士，如果是第二突击组则为下士
2. ↑  有时也会由资深的士兵担任
3. ↑  一般由班内的中共党员或经验丰富的老兵担任